# Gastronomía de Arequipa
La cocina arequipeña ha alcanzado fama por ser una de las más variadas y sabrosas del Perú. Posee la mayor diversidad respecto a otras localidades del Perú gracias a la amplia despensa que posee en su campiña, investigaciones han registrado 194 variedades de platos típicos, de los cuales 40 son entradas, 11 chupes o almuerzos, 11 caldos, 70 guisos o segundos, 51 postres, dulces y salados, y 11 bebidas.

## Características
Sobresale gracias al uso de condimentos y formas de preparación tanto andinas como introducidas por los europeos, muchos platos de la culinaria arequipeña fueron creados para satisfacer los gustos de españoles, comerciantes, militares y sacerdotes que se establecían en Arequipa.

### Costumbres gastronómicas
La comida arequipeña tiene una pausada dieta para cada día de la semana, siendo así que en la mayoría de restaurantes y picanterías se acostumbra a preparar un plato especial por cada día de la semana:
- Lunes: Chaque
- Martes: Chairo
- Miércoles: Chochoca
- Jueves: Chupe colorado o chuño
- Viernes: Chupe de viernes
- Sábado: Puchero o timpusca
- Domingo: Caldo blanco, pebre de lomos o adobo arequipeño.

Esta costumbre obedece a un contexto global en donde la alimentación tiene horarios fijos y establecidos y que respetados por la población como por la mayoría de restaurantes y picanterías y que se traslada a la disponibilidad de ingredientes en los mercados locales para satisfacer la demanda acorde al día de la semana.

## Ingredientes
Principales insumos utilizados en la cocina arequipeña: carne, leche, mantequilla, papa, choclo, cebolla, perejil, culantro y tomate.

## Platos típicos
Los platos arequipeños más representativos son:

### Sopas

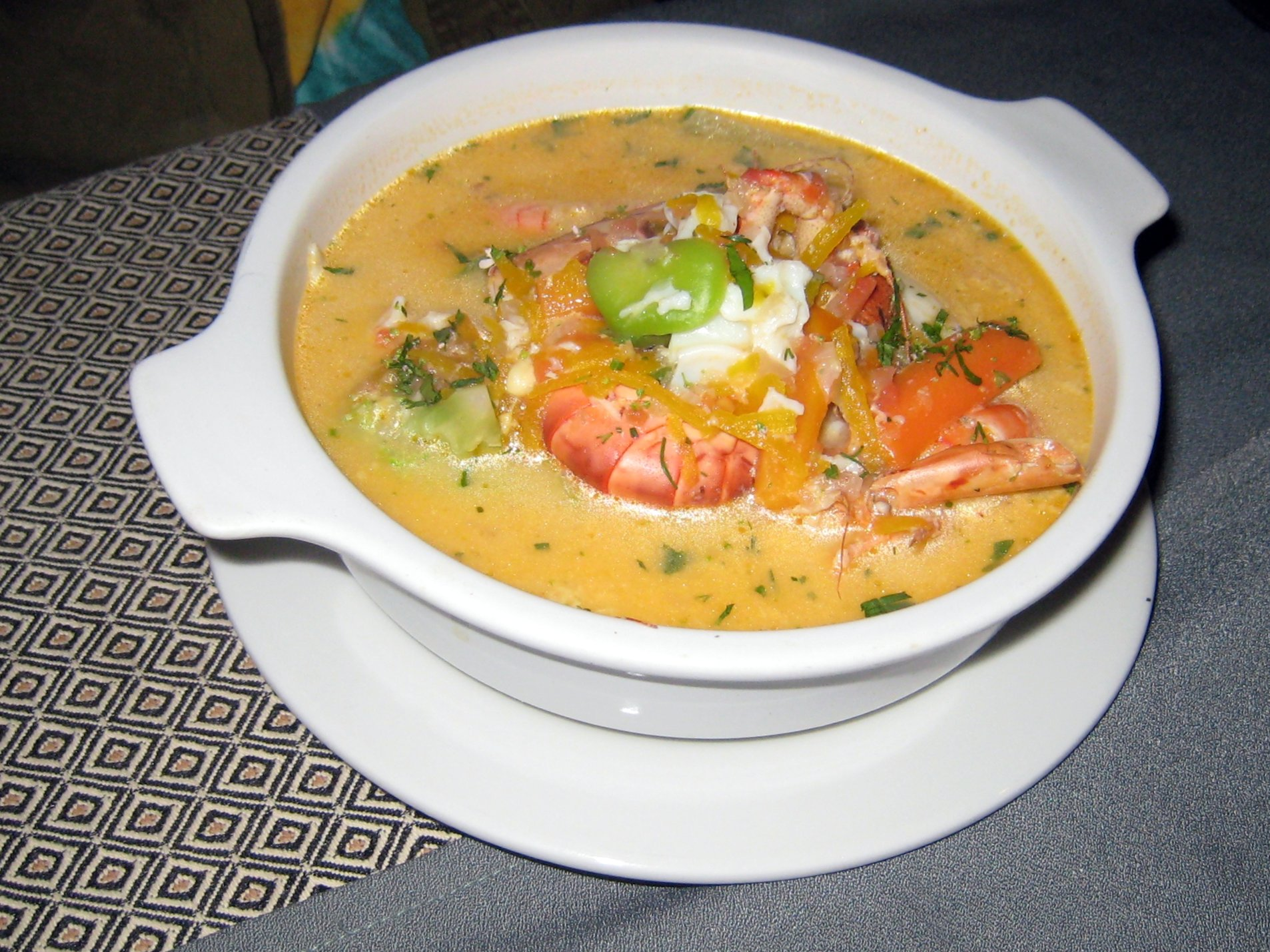
Chupe de camarones.

- Caldo blanco
- Caldo de Pascua
- Chairo
- Chupe de camarones
- Chochoca
- Chuño molido
- Pebre
- Puchero
- Timpusca
- Chaque
- Rachi de panza
- Menestron Arequipeño

### Entrantes

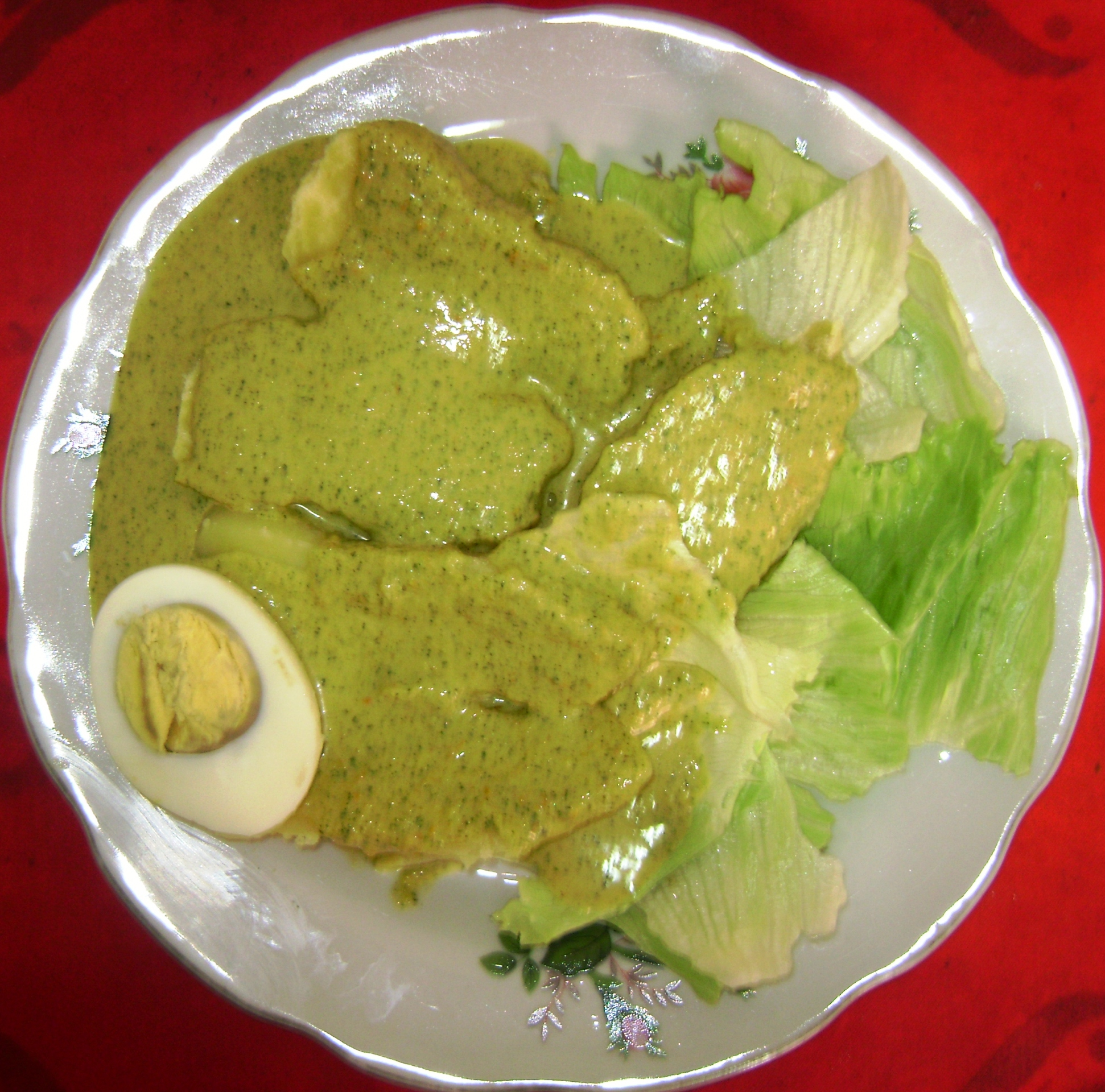
Ocopa, preparación casera.

- Escribano[9]
- Ocopa arequipeña
- Palta rellena
- Pastel de choclo
- Pastel de papa
- Rachi de panza
- Sarza de patitas
- Sarza de machas
- Solterito
- Yuca arrebosada

### Segundos

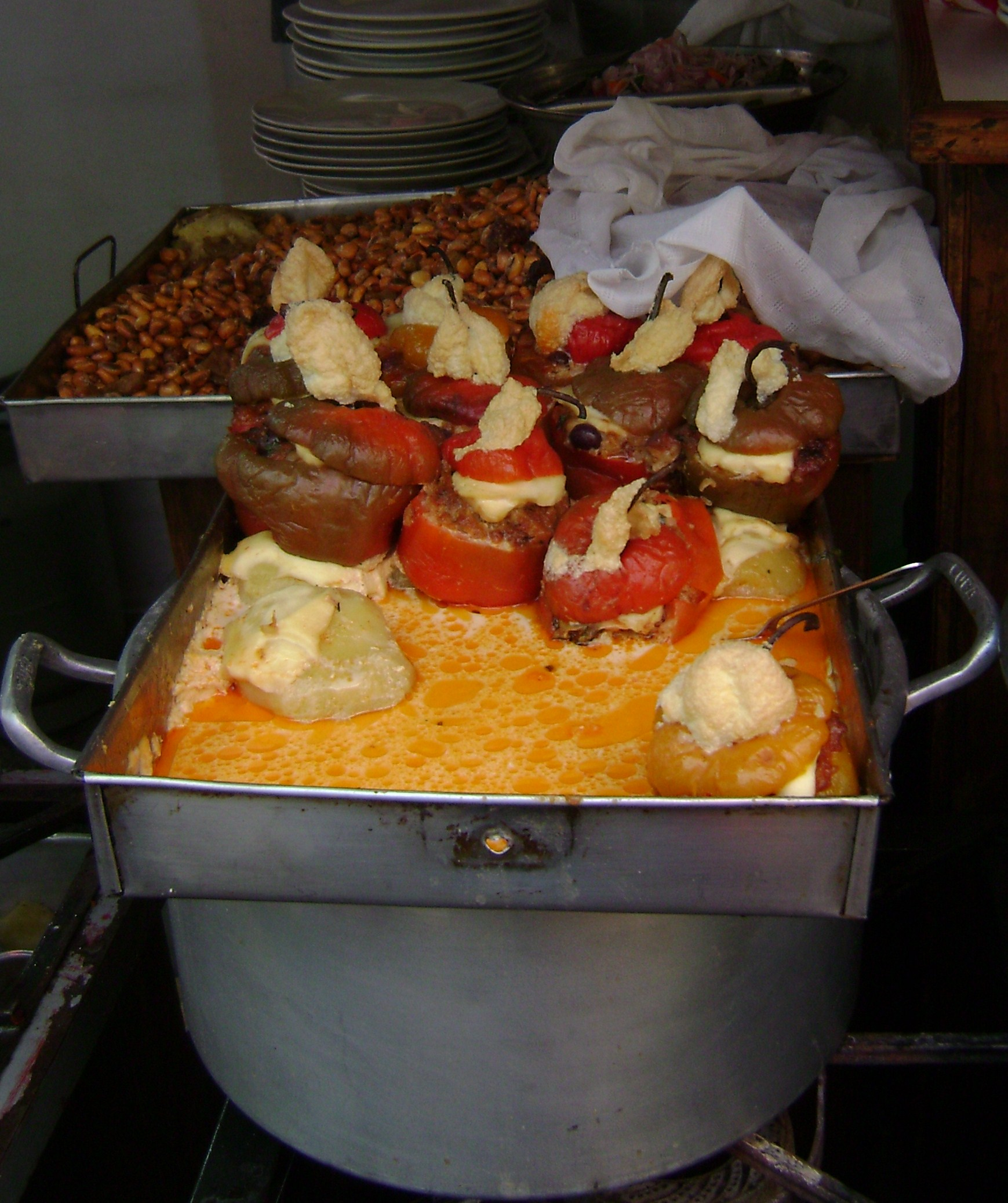
Rocoto relleno

- Adobo Arequipeño
- Ají de calabaza
- Ají de lacayote
- Cauche de queso
- Chicharrón de chancho
- Cuy chactado
- Locro
- Malaya frita
- Matasquita[10]
- Picante de camarones
- Picante de habas
- Rocoto relleno
- Costillar de cordero dorado

### Postres
- Buñuelos arequipeños
- Camotillo
- Queso helado
- Torrejas de calabaza
- Tortilla de lacayote
- Humitas
- Empanada arequipeña
- Pastel de Choclo

## Picantería arequipeña
La picantería arequipeña es un espacio dedicado a la preparación, venta y consumo de alimentos. Durante el siglo XVI solo vendía bebidas como la chicha de maíz. Recién en el siglo XIX empieza la preparación de platillos.
El 23 de abril de 2014 fue declarada Patrimonio Cultural de la Nación.